# タラ・エア193便墜落事故
タラ・エア193便墜落事故（タラ・エア193びんついらくじこ）とは、2016年2月24日にポカラ空港からジョムソン空港へ向かっていたネパールの航空会社タラ・エアの193便が墜落し、乗員乗客23人全員が死亡した事故である。

## 事故機
事故機は、2015年にバイキング・エアが製造したDHC-6-400、シリアルナンバー926の機体である。10月にタラ・エアが取得し、9N-AHHとして登録された。事故当時の累計飛行時間は300時間であった。

## 飛行
193便は、ポカラ空港からジョムソン空港へ向かう、飛行時間20分の便であった。午前7時50分に離陸し、ジョムソン空港への航路を取った。離陸から8分後に193便との交信が途絶した。

## 捜索
乗員乗客21人（後に23人と判明）が搭乗する193便が行方不明と判断され、3機のヘリコプターにより捜索が開始された。タラ・エアによると、出発地・到着地共に天候は良好であり、離陸時の視程は5キロメートル (2.7 nmi)であった。墜落から2時間以上経過した後に捜索のためにヘリコプターが193便の航路を辿ったが、悪天候のために捜索は困難であった。当時のネパール陸軍の発表では、霧が出たために捜索に障害が生じていた。イエティ航空によると、悪天候のため3機のヘリコプターはポカラとガサで待機していた。
これとは別にジョムソンの警察には、地元住民から爆発音を聞いたとの報告が寄せられており、接近を試みていた。5時間後にミャグディ郡ダナから徒歩4時間の山中で墜落地点が確認された。発見当時、機体の残骸は炎上し、遺体も燃えていた。
警察、軍が現地に到着し、遺体の回収を行った。25日までに19人の遺体を回収している。

## 犠牲者
乗客20人（子供2人）、乗員3人が搭乗していた。
| 国籍       | 乗客 | 乗員 | 合計 |
| ---------- | ---- | ---- | ---- |
| ネパール   | 18   | 3    | 21   |
| 香港       | 1    | 0    | 1    |
| クウェート | 1    | 0    | 1    |
| 合計       | 20   | 3    | 23   |

## 調査
アナンダ・ポカレル観光大臣の下に民間航空局前局長を長とする、5人の調査パネルが設立された。当局者は、飛行機が粉じん雲に飛び込んで、衝突直前の10,000フィート (3,000 m)から13,000フィート (4,000 m)以上に上昇したと述べ、粉じんがギアを詰まらせ、エンジンの故障につながった可能性があると語った。
事故の最終報告書が1年5ヶ月後に発表された。推定原因は有視界飛行中、空間識失調によって悪化した状況認識の喪失による通常の飛行経路からの逸脱である。

## 影響
犠牲者数では、発生時点でネパール史上6番目の規模であった。
国際民間航空機関と欧州委員会による、重大な安全性への懸念（Significant Safety Concern）が示された安全性評価の見直しを7月に控えていたネパールにとって、この事故は障害となることが予想されている。